# Doue (Gland)
Die Doue ist ein Fluss in Frankreich, der im Département Doubs in der Region Bourgogne-Franche-Comté im Jura verläuft.

## Verlauf

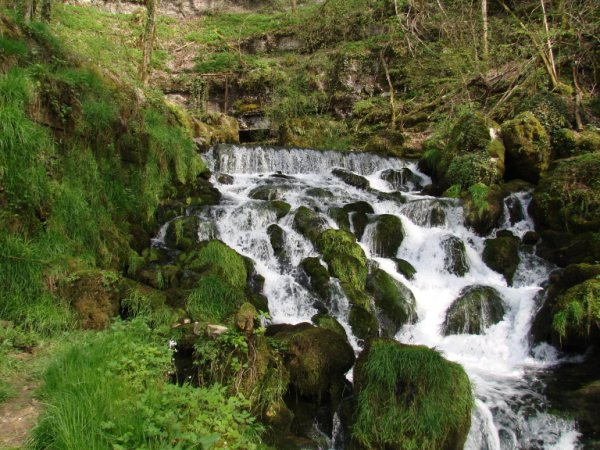
Source de la Doue

Die Doue entspringt an der Gemeindegrenze von Abbévillers und Glay einer starken Karstquelle im Felsen. Etwa 150 m oberhalb der Source de la Doue verläuft die Grenze zur Schweiz. Ein Teil des aus der Wasserhöhle entspringenden Quellwassers wird zum Betreiben einer Mühle über einen betonierten Kanal geführt. Der andere Teil des Wassers stürzt einen kleinen Wasserfall herab. Die Quellhöhle mit ihren drei Siphons und mehreren Kaminen wurde von Tauchern erforscht. Die Karstquelle schüttet ganzjährig.
Die Doue fließt nach ihrem Ursprung in südwestliche Richtung, dreht kurz vor Glay nach Nordwesten und nimmt den Zufluss Creuse von links auf. Oft wird aus hydrologischer Sicht diese Stelle als Zusammenfluss, der den Gland bildet, angesehen.
Der Gland hat jedoch einen eigenen, aus Westen von Roches-lès-Blamont, durch das Combe de Vau, herabfließenden kleinen Oberlauf. In diesen mündet dann im Ortsgebiet von Glay die Doue als rechter Nebenfluss.